# Lessemsaurus
Lessemsaurus là một chi khủng long, được Bonaparte mô tả khoa học năm 1999.